# Aphrophora pectoralis
Espèce
Aphrophora pectoralis est une espèce d'insectes hémiptères de la famille des Aphrophoridae.

## Synonymes
- Omalophora pectoralis Matsumura, 1903
- Aphrophora costalis Matsumura, 1903